# Yang Xu
Yang Xu (12 de fevereiro de 1987) é um futebolista profissional chinês que atua como atacante. Atualmente, joga pelo Tianjin Tianhai.

## Carreira
Yang Xu representou a Seleção Chinesa de Futebol na Copa da Ásia de 2015.